# Thomas Newcomen
Thomas Newcomen (rođen malo prije 24. veljače 1664.; umro 5. kolovoza 1729.) je bio trgovac željeznom robom u Dartmouthu, gdje je i rođen. U rudnicima kositra u Devonu i Cornwallu poplave su bile čest i težak problem, koji je ograničavao dubinu s koje kositar može biti izvađen. Newcomen je usavršio praktični parni stroj za ispumpavanje vode iz rudničkih rovova, Newcomenov parni stroj, a to je i prvi parni stroj koji je radio u praksi. Stroj, koji je sisao vodu iz rudnika Convgre Colliery više od 30 godina, konstruiran je u Tiptonu, Staffordshire 1712. godine. Zbog toga Newcomena možemo smatrati začetnikom industrijske revolucije.

## Problem
Mnogi važni Newcomenovi klijenti bili su vlasnici rudnika. Opisivali su mu problem s kojim se suočavaju kad moraju dublje kopati u zemlju da bi zadovoljili povećane zahtjeve za rudama (kositar i željezna ruda) i ugljenom. Uslijed prodiranja u veće dubine, rudnici su često bili poplavljeni. Rješenje je bilo da se voda crpi iz rudnika, ali samo s ljudskom snagom i konjima to je bilo skupo i sporo.

## Propali pokušaji
Ideja da se atmosferski tlak može iskoristiti za izvođenje ritmičkoga mehaničkog rada kao što je pumpanje vode, bila je poznata i prije Newcomena. Potvrđeno je da zrak, čim se stvori vakuum, odmah iskoristi priliku i svom snagom uleti u njega. No nitko to otkriće još nije praktično iskoristio. Engleski inženjer Thomas Savery (1650.÷1715.), imao je jedan pokušaj 1698. kada je prema vlastitom nacrtu konstruirao i patentirao parnu visokotlačnu strojnu pumpu nazvanu „prijatelj rudara“. Međutim, zbog tehnoloških i praktičnih ograničenja ta pumpa nije uspješno upotrijebljena.

## Rješenje problema
U takvim prilikama, pomalo izvan logike, Newcomen je 1705. godine počeo raditi na izradi parnog stroja na načelu atmosferskog tlaka. Do 1712. riješio je problem, a njegov je uređaj uspješno sastavljen i iskorišten za pumpanje vode iz rudnika u južnom Staffordshireu. Prema nacrtu, voda se zagrijavala odozdo, ispod velikog klipa ugrađenoga u cilindar. Para koja se oslobađala gurala bi klip gore. Tada bi se izvana na cilindar usmjerio mlaz vode. Brzo hlađenje pare uzrokovalo bi kondenzaciju, stvarajući djelomičan vakuum, kojemu bi se suprotstavio atmosferski tlak i potisnuo klip dolje. Na klip je bila pričvršćena jedna strana dvoglave poluge, a druga se strana držala za pumpu u rudarskom oknu. Kako se klip gibao gore-dolje, tako se gibala i poluga, a u oknu je izazvano periodično gibanje, koje se moglo iskoristiti za izbacivanje vode iz poplavljenog rudnika.

Prvi stroj je mogao izbaciti oko 500 litara vode u minuti, obavljajući za to vrijeme dvanaest potisaka, i raspolagao je s oko 5,5 konjskih snaga.
Iako taj stroj nije bio snažan ni naročito djelotvoran, a usto je trošio i vrlo velike količine ugljena, ipak je mogao pouzdano raditi 24 sata na dan i bio je mnogo bolji od prijašnjih rješenja. Ti uređaji, čija je izrada po primjerku koštala čak 1000 funta, pokazali su se vrlo traženim, te ih je do Newcomenove smrti 1729. godine instalirano više od stotinu, uglavnom u britanskim rudnicima i tvornicama. Cijelo naredno stoljeće, prodaja je i dalje rasla u Britaniji i Europi. Iako su se pojavili djelotvorniji strojevi, kao što je onaj koji je izumio James Watt (1736.÷1819.), relativna jednostavnost Newcomenovih strojeva, pouzdanost i niža cijena u odnosu na konkurenciju osigurale su njihovu upotrebu još i u dobrom dijelu dvadesetog stoljeća. I tako je Newcomenov izum dugo ostao na kormilu industrijske revolucije, koja je dotad već promijenila svijet.